# Liste der Schlösser und Palais in Stettin
Die Liste der Schlösser und Palais in Stettin führt bestehende und nicht mehr bestehende Schlösser und Palais in der Stadt Stettin auf. 

## Stadtschlösser und Palais
| Name                            | Baustil      | Baujahr   | Zustand         | Bild |
| ------------------------------- | ------------ | --------- | --------------- | ---- |
| Schloss Stettin                 | Renaissance  | vor 1124  | Rekonstruiert   |      |
| Oderburg                        | Gotik        | nach 1360 | Beseitigt       |      |
| Loitzenhaus                     | Renaissance  | 1547      | Rekonstruiert   |      |
| Palais am Heumarkt Stettin      | Neobarock    | 1996      | Rekonstruiert   |      |
| Jonisches Palais Stettin        | Klassizismus | vor 1750  | Erhalten        |      |
| Palais Velthusen                | Klassizismus | 1778      | Erhalten        |      |
| Palais unter den Köpfen Stettin | Klassizismus | vor 1800  | Rekonstruiert   |      |
| Witzlowsches Haus               | Barock       | 1726      | 1890 Abgerissen |      |